# えいっとくんとあそぼ!
えいっとくんとあそぼ!は、TSK山陰中央テレビジョン放送が、毎週月曜19:54 - 20:00に放送していたミニ番組である。

## 概要
同局のマスコットキャラクターである『えいっとくん』（8月8日 - ）が、同局が制作したオリジナル体操「えいっとくんたいそう」を地域の子供達と踊る様子を放送している。

## えいっとくんたいそう
『えいっとくんたいそう』は、局が「えいっとくん」をPRするために作られた体操。山陰で長年ダンス教室を開講し、この地域においてはヒップホップダンスの第一人者である「リッキー」という男性が振り付けを担当している。
歌の内容を簡潔に表現すると、「朝起きて、太陽の光を浴び、ご飯を食べて（1番）、排泄し（2番）、ベッドに入って寝る（3番）」という至極単純なものであるが、この中の「排泄」が、曲の中ではそのものズバリの単語で歌われており、しかもその単語が出てくる2番の内容が、食事時である放送時間にもかかわらず放送されることが多く（放送では全3番のうちのどれか1番がカットされ、日によって組み合わせが異なる為）、山陰地方の母親達から注目の的になっている。